# Ratnechaur
Ratnechaur (nep. रत्नेचौर) – gaun wikas samiti w zachodniej części Nepalu w strefie Dhawalagiri w dystrykcie Myagdi. Według nepalskiego spisu powszechnego z 2001 roku liczył on 496 gospodarstw domowych i 2482 mieszkańców (1357 kobiet i 1125 mężczyzn).